# بويرتو كاسادو
بويرتو كاسادو هي مديرية في باراغواي، تقع في إدارة ألتو باراغواي، بلغ عدد سكانها 7,800  نسمة وذلك حسب إحصائيات سنة 2008، عاصمتها La Victoria ‏، تبلغ مساحتها 22,418 كيلومتر مربع، رمزها البريدي هو 9000.

## الموقع
تشترك في الحدود مع:
- Capitán Carmelo Peralta [الإنجليزية]‏
- بريزيدنت هايز
- إدارة كونسيبسيون
- Fuerte Olimpo District [الإنجليزية]‏
- إدارة بوكويرون.

## المناخ
يظهر الجدول التالي التغييرات المناخية على مدار السنة لبويرتو كاسادو:
| البيانات المناخية لـبويرتو كاسادو  | البيانات المناخية لـبويرتو كاسادو | البيانات المناخية لـبويرتو كاسادو | البيانات المناخية لـبويرتو كاسادو | البيانات المناخية لـبويرتو كاسادو | البيانات المناخية لـبويرتو كاسادو | البيانات المناخية لـبويرتو كاسادو | البيانات المناخية لـبويرتو كاسادو | البيانات المناخية لـبويرتو كاسادو | البيانات المناخية لـبويرتو كاسادو | البيانات المناخية لـبويرتو كاسادو | البيانات المناخية لـبويرتو كاسادو | البيانات المناخية لـبويرتو كاسادو | البيانات المناخية لـبويرتو كاسادو |
| الشهر                              | يناير                             | فبراير                            | مارس                              | أبريل                             | مايو                              | يونيو                             | يوليو                             | أغسطس                             | سبتمبر                            | أكتوبر                            | نوفمبر                            | ديسمبر                            | المعدل السنوي                     |
| ---------------------------------- | --------------------------------- | --------------------------------- | --------------------------------- | --------------------------------- | --------------------------------- | --------------------------------- | --------------------------------- | --------------------------------- | --------------------------------- | --------------------------------- | --------------------------------- | --------------------------------- | --------------------------------- |
| الدرجة القصوى °م (°ف)              | 40.8 (105.4)                      | 41.6 (106.9)                      | 42.0 (107.6)                      | 38.5 (101.3)                      | 36.0 (96.8)                       | 33.2 (91.8)                       | 35.2 (95.4)                       | 37.5 (99.5)                       | 39.5 (103.1)                      | 43.2 (109.8)                      | 42.2 (108.0)                      | 42.0 (107.6)                      | 43.2 (109.8)                      |
| متوسط درجة الحرارة الكبرى °م (°ف)  | 33.8 (92.8)                       | 33.7 (92.7)                       | 32.8 (91.0)                       | 30.6 (87.1)                       | 27.5 (81.5)                       | 25.4 (77.7)                       | 26.3 (79.3)                       | 27.9 (82.2)                       | 29.7 (85.5)                       | 31.7 (89.1)                       | 32.9 (91.2)                       | 33.6 (92.5)                       | 30.5 (86.9)                       |
| المتوسط اليومي °م (°ف)             | 28.2 (82.8)                       | 27.9 (82.2)                       | 26.9 (80.4)                       | 24.6 (76.3)                       | 21.8 (71.2)                       | 19.9 (67.8)                       | 19.9 (67.8)                       | 21.4 (70.5)                       | 23.3 (73.9)                       | 25.6 (78.1)                       | 27.0 (80.6)                       | 27.9 (82.2)                       | 24.5 (76.1)                       |
| متوسط درجة الحرارة الصغرى °م (°ف)  | 23.4 (74.1)                       | 23.1 (73.6)                       | 22.1 (71.8)                       | 19.5 (67.1)                       | 17.1 (62.8)                       | 15.2 (59.4)                       | 14.9 (58.8)                       | 15.7 (60.3)                       | 17.6 (63.7)                       | 19.9 (67.8)                       | 21.3 (70.3)                       | 22.6 (72.7)                       | 19.4 (66.9)                       |
| أدنى درجة حرارة °م (°ف)            | 13.0 (55.4)                       | 12.8 (55.0)                       | 9.5 (49.1)                        | 5.6 (42.1)                        | 3.0 (37.4)                        | 1.2 (34.2)                        | −0.4 (31.3)                       | −0.1 (31.8)                       | 3.0 (37.4)                        | 7.8 (46.0)                        | 11.0 (51.8)                       | 7.4 (45.3)                        | −0.4 (31.3)                       |
| الهطول مم (إنش)                    | 140.0 (5.51)                      | 118.6 (4.67)                      | 123.0 (4.84)                      | 107.0 (4.21)                      | 76.1 (3.00)                       | 56.6 (2.23)                       | 27.9 (1.10)                       | 44.8 (1.76)                       | 51.9 (2.04)                       | 111.9 (4.41)                      | 150.0 (5.91)                      | 181.8 (7.16)                      | 1٬189٫6 (46.83)                   |
| متوسط أيام هطول الأمطار (≥ 0.1 mm) | 10                                | 8                                 | 8                                 | 7                                 | 6                                 | 6                                 | 4                                 | 5                                 | 6                                 | 8                                 | 8                                 | 9                                 | 85                                |
| متوسط الرطوبة النسبية (%)          | 72                                | 73                                | 74                                | 75                                | 77                                | 76                                | 69                                | 66                                | 64                                | 66                                | 67                                | 69                                | 71                                |
| المصدر: NOAA                       |                                   |                                   |                                   |                                   |                                   |                                   |                                   |                                   |                                   |                                   |                                   |                                   |                                   |